# Málnássy Ferenc
Málnássy Ferenc (Balassagyarmat, 1923. augusztus 26. – Kenyeri térsége, 1945. március 22.) repülő hadnagy, a második világháborúban a Magyar Királyi Honvéd Légierő 102. Vadászrepülő osztályának, majd a 101. „Puma” Vadászrepülő ezred ász pilótája.

## Élete
Gyermekkorát Balassagyarmaton töltötte, a Ludovika Akadémián végzett. 1943. augusztus 20-án avatták hadnaggyá Kassán.
75 bevetést repült, és 12 igazolt győzelmet aratott, ezzel a 39 magyar vadászrepülő ász egyikévé vált.
1945. március 22-én három pilótatársával a század Fw 58 Weihe futárgépével indult Kenyeriből Veszprémbe, amikor a felszállás után egy amerikai P–38 Lightning lelőtte.
1945. március 23-án temették el Kenyeriben, ma is ott nyugszik. Emlékére 2008. december 10-én Balassagyarmaton emléktáblát avattak.